# アンリ (小惑星)
アンリ (1516 Henry) は小惑星帯に位置する小惑星。ニース天文台でフランスの天文学者アンドレ・パトリーが発見した。
フランスの天文学者で望遠鏡の設計者、アンリ兄弟に因んで命名された。